# Archeowieści
Archeowieści – popularnonaukowy portal internetowy poświęcony tematyce archeologicznej. Założony w 2006 roku przez pasjonata archeologii, Wojciecha Pastuszkę. Od 2021 roku prowadzony przez Wydział Archeologii Uniwersytetu Warszawskiego.

## Misja
Portal założony został w 2006 roku przez pasjonata archeologii, Wojciecha Pastuszkę. Jako założyciel i główny autor postów, dostarczał on wiadomości na temat najnowszych odkryć i najświeższych wyników badań archeologicznych. W 2021 roku w wyniku porozumienia, pieczę nad prowadzeniem „Archeowieści” przejął Wydział Archeologii Uniwersytetu Warszawskiego. Od tego czasu treści upubliczniane na stronie internetowej tworzą badacze, doktoranci oraz studenci związani z tą instytucją. Misją portalu jest zachęcenie szerokiego grona czytelników do poznania przeszłości oraz popularyzacja archeologii. Działalność portalu nadzoruje redakcja. 

## Historia
„Archeowieści” powstały 12 czerwca 2006 roku jako blog o tematyce archeologicznej, oryginalnie pod adresem archeowiesci.blox.pl/html. Następnie zostały przeniesione do serwisu WordPress. W lipcu 2011 stał się on częściowo płatnym wortalem (serwisem tematycznym). Od tego momentu, niektóre artykuły dostępne były w pełnej wersji tylko dla subskrybentów. W 2021 roku w wyniku porozumienia, pieczę nad działalnością „Archeowieści” przejął Wydział Archeologii Uniwersytetu Warszawskiego. W pełni darmowe treści upubliczniane na stronie portalu tworzone są przez badaczy, doktorantów oraz studentów tej instytucji. 

## Profil tematyczny
Główne kategorie tematyczne to:
- Archeologia
- Paleoantropologia

## Wyróżnienia
Założyciel Wojciech Pastuszka za prowadzenie portalu otrzymał dwie nagrody:
- Nagrodę w VI edycji konkursu „Popularyzator Nauki” w kategorii Dziennikarz/Redakcja/Instytucja nienaukowa, 2010[4]. Konkurs jest organizowany przez serwis Nauka w Polsce PAP przy współpracy Ministerstwa Nauki i Szkolnictwa Wyższego.
- Nagrodę im. Krzysztofa Dąbrowskiego za popularyzację archeologii, 2011[5]. Nagroda jest przyznawana przez Stowarzyszenie Naukowe Archeologów Polskich.